# Дальний (Брединский район)
Дальний — упразднённый посёлок в Брединском районе Челябинской области. На момент упразднения входил в состав Наследницкого сельсовета. Исключен из учётных данных в 1982 г.

## География
Располагался на левом берегу реки Берсуат, на расстоянии примерно 14 км (по прямой) к северо-востоку от поселка Наследницкий.

## История
По данным на 1970 год, посёлок входил в состав Наследницкого сельсовета. В посёлке располагалось 3-е отделение совхоза «Наследницкий».
Исключён из учётных данных решением Челябинского областного Совета народных депутатов от 30.03.1982 года № 115.

## Население
| 1970 | 1977 |
| ---- | ---- |
| 182  | ↘126 |